# Comté de Platte (Missouri)
Pour les articles homonymes, voir Platte.
Le comté de Platte, en anglais : Platte County, est un comté du Missouri aux États-Unis. Le siège du comté se situe à Platte City. Le comté date de 1828.  Au recensement de 2010, la population était constituée de 89 322 habitants. Le comté fait partie de la zone métropolitaine de Kansas City.

## Géographie
Selon le bureau du recensement des États-Unis, le comté totalise une superficie de 1 106 km² dont 18 km² de surfaces aquatiques. 

### Comtés voisins
- Comté de Buchanan (Missouri)  (nord)
- Comté de Clinton (Missouri)  (nord-est)
- Comté de Clay (Missouri)  (est)
- Comté de Wyandotte  (sud)
- Comté de Leavenworth  (sud-ouest)
- Comté d'Atchison (Kansas)  (nord-ouest)

### Routes principales
- Interstate 29
- Interstate 435
- U.S. Route 71
- Missouri Route 45
- Missouri Route 92
- Missouri Route 152
- Missouri Route 273
- Missouri Route 371

## Démographie
Selon le recensement de 2000, sur les 73 781 habitants, on retrouvait 29 278 ménages et 20 231 familles dans le comté. La densité de population était de 68 habitants par km² et la densité d’habitations (30 902 au total) était de 28 habitations par km². La population était composée de 91,45 % de blancs, de 3,49 % d’afro-américains, de 0,46 % d’amérindiens et de 1,48 % d’asiatiques.
34,10 % des ménages avaient des enfants de moins de 18 ans, 57,0 % étaient des couples mariés. 25,8 % de la population avait moins de 18 ans, 8,3 % entre 18 et 24 ans, 32,6 % entre 25 et 44 ans, 24,5 % entre 45 et 64 ans et 8,8 % au-dessus de 65 ans. L’âge moyen était de 36 ans. La proportion de femmes était de 100 pour 98,1 hommes.
Le revenu moyen d’un ménage était de 55 849 dollars.

## Villes et cités
| - Camden Point - Dearborn - East Leavenworth - Edgerton - Farley | - Ferrelview - Houston Lake - Iatan - Kansas City - Lake Waukomis | - Northmoor - Parkville - Platte City - Platte Woods - Ridgely | - Riverside - Tracy - Waldron - Weatherby Lake - Weston |